# Château de l'Ardoise (La Chapelle-Saint-Mesmin)
Pour les articles homonymes, voir château de l'Ardoise.
Le château de l'Ardoise est un château français situé à La Chapelle-Saint-Mesmin dans le département du Loiret en région Centre-Val de Loire.

## Géographie
Le château de l'Ardoise se situe sur le territoire de la commune de La Chapelle-Saint-Mesmin dans le département du Loiret en région Centre-Val de Loire, dans la région naturelle du Val de Loire, à l'Ouest d'Orléans.
L'édifice s'élève au sud-ouest du centre-ville, à environ 600 mètres de la rive nord de la Loire en surplomb du val, à l'angle des rues de la tortue et de l'Ardoise.

## Histoire
Bien avant la Révolution française, des bâtiments ruraux appartenant à l'Abbaye Saint-Mesmin de Micy étaient situés à cet emplacement. 
Le château actuel est bâti à la place d'un ancien château datant du XVIe siècle qui possédait une tour ronde de 16 mètres de diamètre permettant de superviser la route allant de Meung-sur-Loire à Orléans.
Sous le règne d'Henri IV, le domaine aurait été le théâtre d'une bataille après que les Orléanais eurent chassé leur gouverneur Guillaume d'Entragues.
Faisant suite à la destruction de l'abbaye lors de la Révolution, la propriété est revendue au Chapitre de la cathédrale Sainte-Croix d'Orléans. A cette époque, le domaine est composé d'une maison bourgeoise, d'une métairie, de cent arpents de terre et de dix arpents de vignes.
En 1790, la propriété, dépendant toujours du chapitre de Sainte-Croix, devient le canonicat de l'Ardoise. Elle est décrite ainsi : « Une maison de campagne appelée l'Ardoise consistante en bâtiments de maître et de vigneron, pressoir, écurie, basse-cour, colombier, jardin et un clos de vigne contenant neuf arpents quelques perches, le tout faisant ensemble onze arpents (...) La dite maison dépendante ci-devant du sous-doyenné de Sainte-Croix, le titulaire faisant valoir les héritages... »
Sous le Premier Empire, en 1812, selon le cadastre napoléonien, le domaine ne constitue qu'une simple propriété, composée de plusieurs bâtiments, entourée de champs et de vignes.
À cette époque, le domaine, plus vaste qu'aujourd'hui, est entouré par l'actuelle route départementale 2152, la rue de l'Ardoise, la rue du Coteau et l'ancien chemin de Meung-sur-Loire.

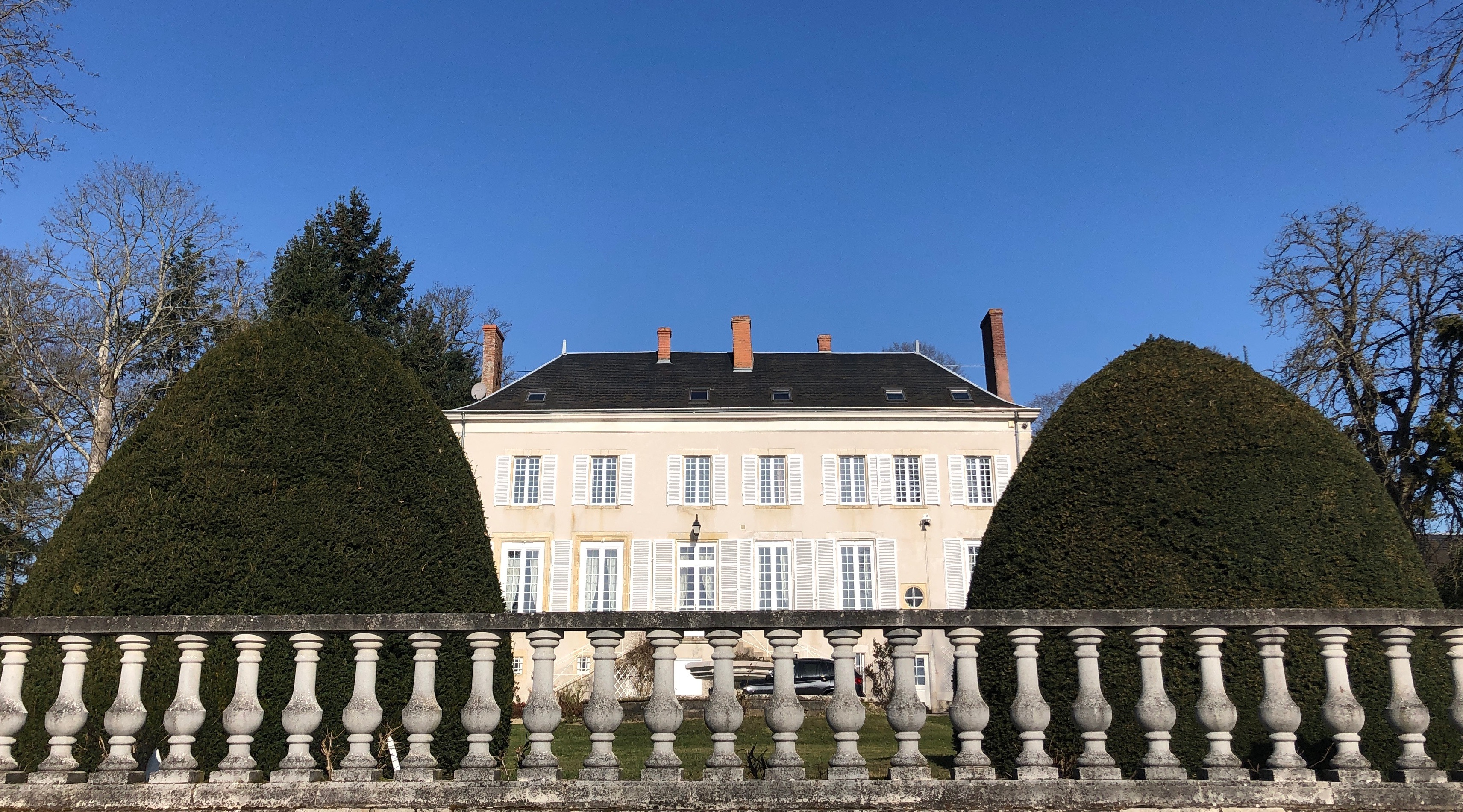
Façade sud du château de l'Ardoise

En 1837, à l'occasion de la vente de cette « maison de campagne appelée l'Ardoise située entre la route de Paris à Bordeaux et la Loire », il est indiqué qu'« il en dépend 28 arpents de vignes, bois, prés et terres labourables », ce qui représente environ 10 ha.
En 1842, afin d'agrandir son domaine, Ernest Pillon achète une série de parcelles situées autour de l'Ardoise (anciennement clos des rubis), vraisemblablement pour y ajouter des parcelles de vignes (notamment celles de la famille Blanchard). Les parcelles acquises totalisent une superficie d'environ 28 ares.
Celui-ci découvre qu'auparavant, le château se terminait par une tour imposante dont il retrouve une partie des fondations. Cette tour défensive, qui commandait la route de Meung-sur-Loire à Orléans (actuelle route départementale 2152), mesurait 16 m de diamètre.
Un site archéologique « village du Moyen Âge » est répertorié au lieu-dit l'Ardoise dans le plan local d'urbanisme de la commune (révisé en 2015/2017) parmi 19 autres sites de vestiges.

### Liste des propriétaires successifs

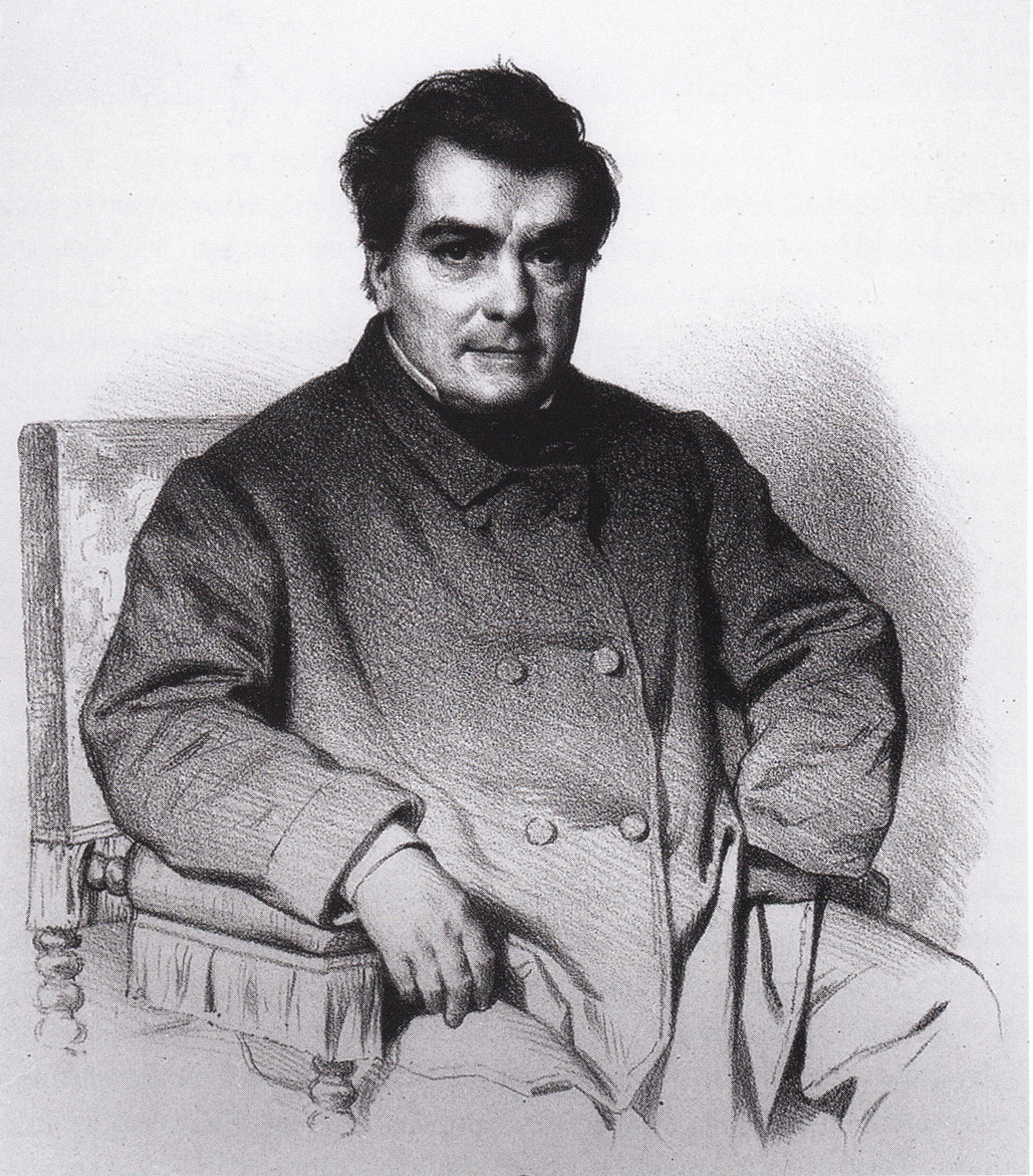
Ernest Pillon, propriétaire à partir de 1840.

- Moyen Âge : communauté de l'abbaye Saint-Mesmin de Micy[6] ;
- XVIIIe siècle : Résidence du doyen du chapitre de la Cathédrale Sainte-Croix d'Orléans[6] ;
- Autour de la Révolution française, Louis Claude Lemoine Monbrun[6] ;
- Seconde Restauration (1821) : Jean Baptiste Michel Hème-Lemoine[6],[11] ;
- À partir de 1840 : Ernest Pillon, archéologue et découvreur de la grotte du dragon de Béraire[6] ;
- À partir de 1874 : Famille Gramain[12] ;
- À partir de 1918 : famille Couturier-Champion[6] ;
- À partir de 1945 : famille Tellier[6] ;
- Le château est revendu en 1986[6].

### Résidents célèbres

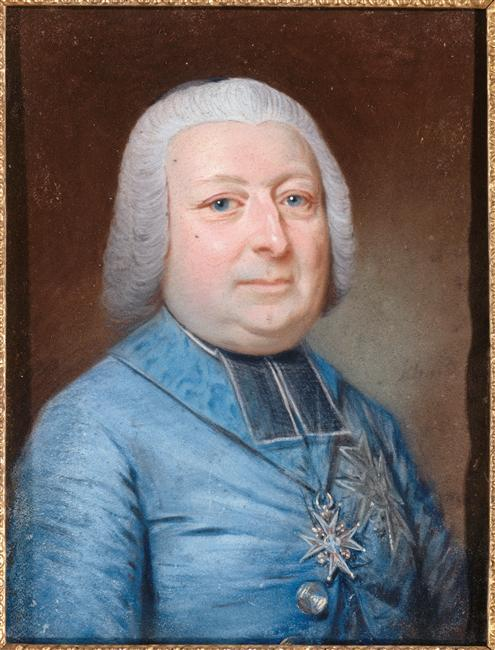
Louis-Sextius Jarente de La Bruyère

- Louis-Sextius Jarente de La Bruyère (1706-1788), évêque d'Orléans[6].

## Description

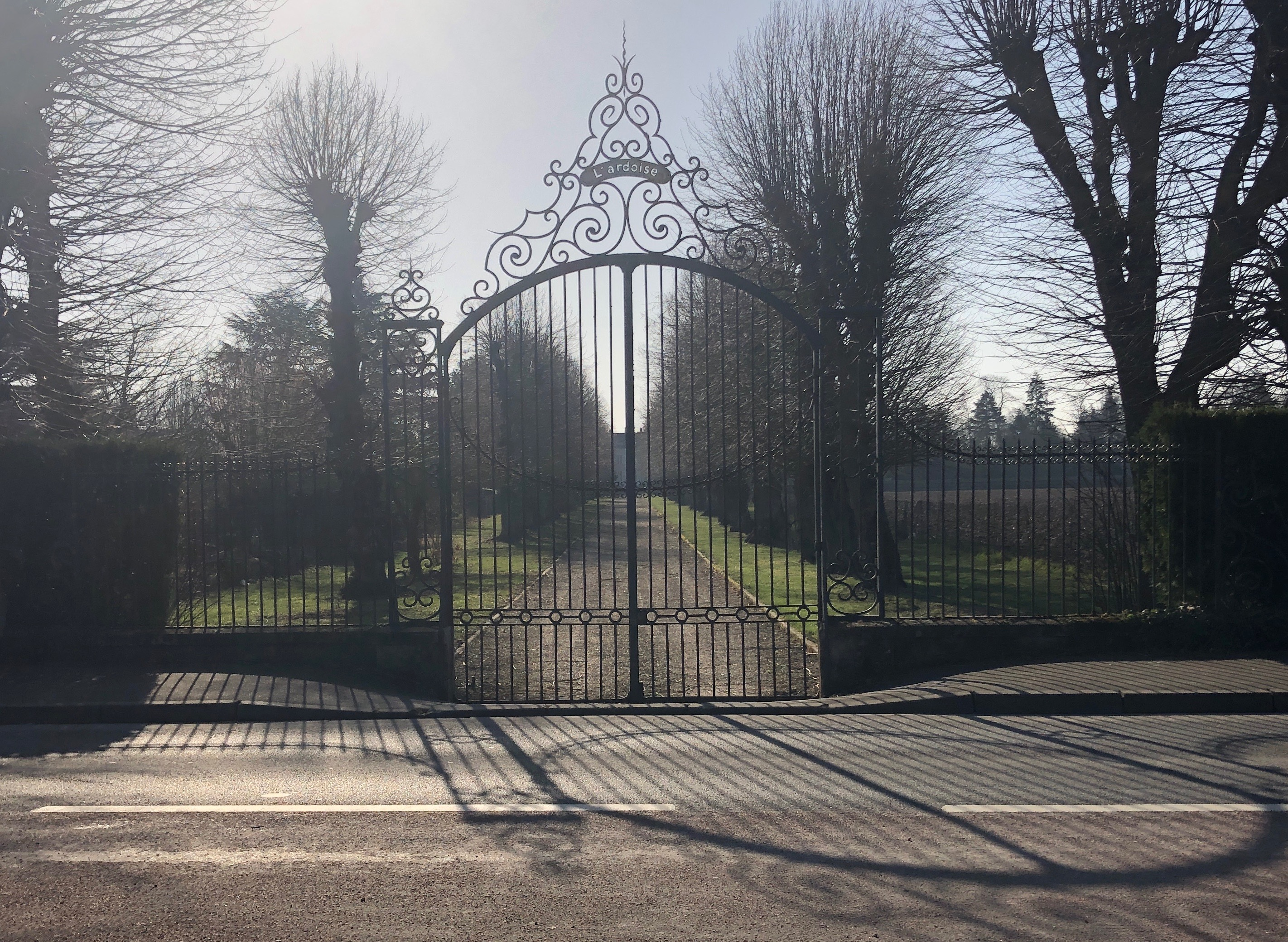
Entrée du parc du château de l'Ardoise

L'accès à la propriété se fait, à partir de la route départementale 2152, par une imposante porte en fer forgé en haut de laquelle figure l'inscription L'Ardoise. Passé la grille, une longue allée bordée d'arbres conduit au château, en partie caché par les frondaisons des arbres du parc. Un mur entoure les côtés est, nord et sud du domaine.
Le château, de forme rectangulaire, comporte trois niveaux, vingt-quatre fenêtres à croisée et trois portes-fenêtres réparties sur les 2 façades. L'accès par l'avant (nord) se fait par un large escalier débouchant sur un perron, celui par l'arrière (sud) se fait par un perron à double escaliers droits.
Certaines dépendances (grange et serre-bâtiment) ont été ajoutées au XIXe siècle.